# André Delpeuch
Pour les articles homonymes, voir Delpeuch.
Ne doit pas être confondu avec André Delpuech.
André Delpeuch, né le 11 septembre 1883 à Argenteuil et mort le 18 décembre 1962 à Marly-le-Roi, est un écrivain et éditeur français qui exerce sur Paris entre 1923 et 1935.

## L'éditeur
Après avoir produit deux romans avant la Première Guerre mondiale, Georges André Delpeuch commence sa longue carrière comme directeur littéraire à la librairie Paul Ollendorff. En octobre 1922, il rachète le fonds du libraire Paul Catin, situé 51 rue de Babylone. L'année suivante, la librairie André Delpeuch commence à publier des ouvrages. Ceux-ci seront durant une petite dizaine d'années d'une remarquable facture : beau papier, tirage numéroté, illustrations et choix artistiques de qualité font de cet éditeur un digne concurrent de Georges Crès et du Sans Pareil, si ce n'est que son catalogue reste assez classique en termes de choix d'auteurs. Par exemple, son Les Halles de Maurice Dekobra illustré par Charles Gir s'inscrit dans la lignée d'un Steinlein publié avant guerre. Beaucoup plus intéressante est sa collaboration avec Gustave Coquiot : ami d'Ambroise Vollard et découvreur de Chagall, il écrit pour ce dernier une Suite provinciale qui fait date, puisque c'est en effet l'un des premiers livres illustrés par le peintre (1924) ; ou bien encore, de Claude Aveline et illustré par Antoine Bourdelle, Steinlein et Berthold Mahn, le ravissant Les Muses mêlés (1926). Aveline, également éditeur sous son nom, confie d'ailleurs cette année-là à Delpeuch ses ouvrages en gérance... pour se voir prier deux ans plus tard de déménager au Sans Pareil. Vers la même époque, Delpeuch accueille aussi un éditeur d'Anvers, Roger Avermaete, fondateur du groupe Lumière, qui publia, entre autres, un texte de Franz Hellens.
André Delpeuch accorda une belle place aux illustrateurs ; en dix ans de production, on remarque les noms de Janine Agrion, Paul Colin, Raoul Dufy, Henri Epstein, André Favory, Foujita, Hermann-Paul, Jean Émile Laboureur, Pierre Laprade, André Lhote, Alfred Lombard, François Quelvée, Clément Serveau, Louis Touchagues, Alexandre Tretiakoff, Henri Van Straten, Maurice de Vlaminck.
Parmi les nombreuses collections lancées, certaines ont marqué les esprits comme « Le Zodiaque » dirigée par M. de Maratray, « Civilisation et Christianisme » dirigée par Louis Rougier, ou bien encore « L'Invitation au voyage » et « Orientales », très inscrites dans l'époque, mêlant exotisme et sensualité.

## André Dinar?
Au milieu des années 1930, les éditions Delpeuch entrent en sommeil puis disparaissent. Georges André Delpeuch, lui, ne cesse pas d'écrire. Il avait auparavant commis un Cinéma en 4 volumes (« Bibliothèque sociale des métiers », Octave Douin, 1927) ainsi qu'une petite étude intitulée Du commerce du livre (1928) et quelques plaquettes érotiques assez légères sous le pseudonyme d'André Dinar publiées justement chez Delpeuch (La Garce ingénue ; L'Accord conjugal ?, etc.). Ce même André Dinar se retrouve sous l'Occupation dans les colonnes du Mercure de France où il commet des études savantes sur les auteurs fin de siècle. Entre 1945 et 1955, André Dinar — le même ? — est l'auteur de plusieurs dizaines de romans inscrits dans la veine populaire, aux titres lestes et aux couvertures aguicheuses. Il use encore d'autres pseudonymes tels André Nardy, Gil Taurens, Georges Mhorris, etc. Faute de sources sûres, il est à ce jour impossible d'affirmer que l'éditeur André Delpeuch et l'auteur André Dinar soient une seule et même personne.

## Œuvre

### Ouvrages sous son nom
- Le Fiancé excessif, roman, Paris, Albert Méricant, 1913.
- Histoire d'une dame un peu mûre, roman, Paris, A. Méricant, 1914.
- Bibliophiles ?, Paris, Société générale d'imprimerie et d'édition, 1926.
- Le Cinéma, Paris, Gaston Doin et Cie, éditeurs, 1927.
- Du commerce des livres, 1928.
- Le Héros fatigué, 1928.
- Curiosité, 1934.
- Statue de chair, éditions Prima, 1934.
- Les Marchands d'argent, 1935.
- Fortune des livres, 1939.
- Comment écrire et parler correctement le français, 1940.
- Notre Dame de littérature, roman, 1941.
- Les Auteurs cruels, défenseurs de la morale publique, 1942.
- Ce qu'il faut savoir de littérature, 1942.
- La Croisade symboliste, 1943.
- À la recherche de romans d'amour..., 1944.
- Bussy-Rabutin l'Incorrigible, 1948.
- La Garce ingénue, éditions A. D., 1949.
- La Bataille du riz, roman, 1953.
- La Sirène de Saint-Domingue, roman, 1953.
- La Vie galante de Napoléon, 1954.
- Madame Angot au sérail, éditions Corona, collection « Dames galantes », 1954.
- Le Havre des grâces, 1955.
- Les Tentations de Rosie, éditions de l'Arabesque, 1955.
- La Vie galante de Mademoiselle George aux amours princières, 1955.
- Espiègleries, éditions de l'Arabesque, 1956.
- L'Incorrigible Gina, 1956.
- Othella, 1957.
- Plaisirs sensuels, éditions Les Nymphes, 1958.
- Dévergondée ?, roman, 1968 [?].

### Extrait du catalogue d'A. Delpeuch
Revues :
- Les Documents de la République supranationale, n°1, 1924
- L'Observateur européen

Collections :
- Les Classiques modernes : l'ensemble des pièces de Georges Courteline
- Orientales
- Les Petits Maitres français : sur des peintres oubliés
- Collection Gustave Coquiot
- Les Maîtres de la Pensée Antichrétienne, devenue Civilisations et christianisme
- Les Cahiers anonymes
- Le Roman de Paris
- L'Invitation au voyage
- Pages retrouvées
- La Guerre de 1914
- Le Zodiaque